# B.A.T. F.K.26
Dimensions
Le B.A.T. F.K.26  est un avion de transport monomoteur de l'entre-deux-guerres. C'est le premier avion à avoir été conçu spécifiquement pour une exploitation commerciale.

## Origine et développement
Avec la fin annoncée de la Première Guerre mondiale les avionneurs tentèrent d’imaginer ce que pourrait être l’avenir de l’aviation en temps de paix. Les premiers essais de transport de passagers ou de poste se firent avec des appareils militaires sommairement aménagés, ne procurant pas un grand confort aux passagers. Réalisant que de telles pratiques ne permettraient pas de concurrencer le train, Frederick Koolhoven prit le parti de dessiner un avion spécifiquement destiné au transport de passagers. L’armistice fut signé le 11 novembre 1918 et le lendemain Koolhoven commença à travailler sur le F.K.26.  
Le nombre de passagers susceptibles d’emprunter un transport aérien semblant relativement limité, la capacité de l’appareil fut limitée à 4 sièges, mais ceux-ci étaient confortables, installés dans une cabine fermée située au niveau de l’entreplan, donc assez proche du centre de gravité de l’avion. Biplan à ailes égales ne disposant d’ailerons qu’au plan supérieur, le F.K.26 possédait donc un fuselage relativement profond, à flancs droits, le pilote étant installé en poste ouvert derrière la cabine des passagers.

## Premiers essais commerciaux
Le prototype (K-102, c/n 29, puis G-EAAI), effectua son premier vol sur l’aérodrome londonien de Hendon en avril 1919, piloté par le Major Draper, pilote d’essais de British Aerial Transport Co. Ltd.. Le 30 septembre 1919 une ligne régulière reliant Londres à Birmingham fut inaugurée avec cet appareil. L’avion se comportant bien, trois exemplaires supplémentaires furent mis en chantier malgré l’absence de toute commande. 
Le second F.K.26 (G-EAHN, c/n 30) fut présenté le 1er août 1919 à ELTA, le premier salon aéronautique néerlandais, par le Major Draper, accompagné de Frederick Koolhoven. Cette présentation devait entraîner la création de la compagnie aérienne Cobor, entreprise associant un officier aviateur néerlandais, L. Coblijn et Frederick Koolhoven. Le 7 octobre 1919 Cyril Turner réalisait la première liaison commerciale Londres-Amsterdam, (en fait Hounslow-Soesterberg), le chargement se constituant uniquement de fret. Il regagnait Londres le 10 avec 4 passagers. Le Major Draper redécollait le même jour pour Paris avec 4 passagers. Il se posait au Bourget après 2 h 20 de vol. Une nouvelle liaison commerciale Hounslow-Soesterberg était assurée par Draper le 14 octobre et un service hebdomadaire fut lancé le 18 septembre 1919, mais le ministère de l’Air britannique informa rapidement les passagers éventuels que le F.K.26 avait des horaires très irréguliers. S’ajoutait le fait que la porte de la cabine était très étroite, Koolhoven ayant eu peur qu’une porte plus large puisse fragiliser la structure du fuselage. Fin octobre, la liaison fut suspendue en raison des conditions météorologiques, pour ne jamais reprendre. 

## La fin des F.K. 26
Le troisième appareil (G-EANI, c/n 31) fut présenté en juillet 1920 au Salon aéronautique de l’Olympia, à Londres, sous la désignation BAT Commercial Mk.1. Affichant de bonnes performances, le biplan ne fit pourtant l’objet d’aucune commande, les premières compagnies aériennes préférant utiliser des appareils militaires convertis, disponibles en grand nombre à coût très faible.  
Un seul F.K.26 trouva acheteur, le (G-EAPK, c/n 32). Vendu en 1920 à Instone Airline (en), il fut affecté au service régulier desservant Croydon à Paris jusqu’en juillet 1922.
En 1937 le prototype (G-EAAI) fut découvert par Frederick Koolhoven chez un revendeur de matériel aéronautique d’occasion. Acheté et remis en état aux Pays-Bas, l’avion fut exposé au Salon aéronautique organisé aux Pays-Bas en 1937 et transféré au Musée néerlandais de l'aviation de Schiphol l’année suivante. En 1940 l’occupant allemand décida le transfert d’une dizaine d’appareils du musée vers l’usine Fokker. Le F.K.26 fut chargé avec d’autres appareils sur des barges et finalement passé par-dessus bord par des résistants néerlandais souhaitant éviter la capture de ces avions par les Allemands. Ce prototype gît toujours au fond d’un polder.  

### Sources
- (en) A.J. Jackson, British Civil Aircraft since 1919, vol. 1, Londres, Putnam, 1974 (ISBN 0-370-10006-9)
- (en) Flight no 564 du 16 octobre 1919 p. 1383